# Crotalo (strumento musicale)

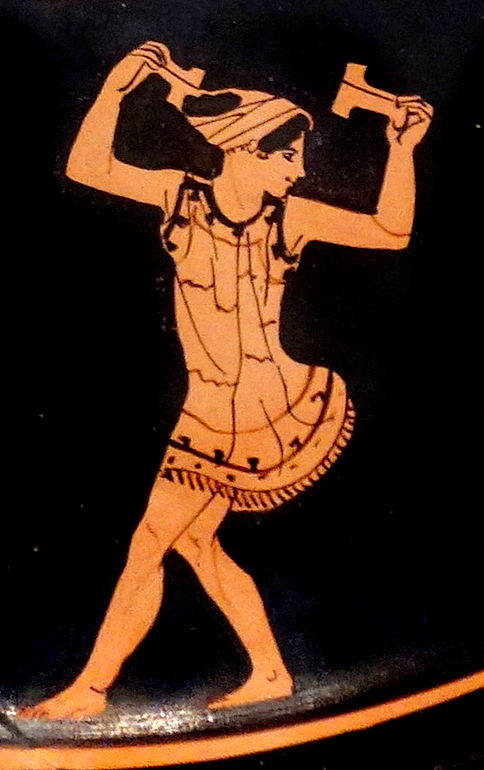
V secolo a.C., Attica, del Pittore di Phiale. Donna a figure rosse che danza con krótalon (Boston MFA 97.371).

Nell'antichità classica il crotalo (in greco antico: κρόταλον?, krótalon) era un tipo di battacio o di nacchere usato nelle danze religiose di gruppo nell'antica Grecia e altrove, ad esempio da parte dei coribanti.
È stato erroneamente supposto da alcuni scrittori che il termine fosse equivalente a "sistro". Questi errori sono stati confutati da Friedrich Adolph Lampe (1660-1679) nel De cymbalis veterum (I, 4, 5, 6). In base a quanto scritto nella Suda e dallo scoliaste ad Aristofane (apud Nuvole, v. 260) sembra che il crotalo fosse formato da uno stelo o da una canna divisa, che faceva rumore quando era scossa con la mano. Secondo Eustazio di Tessalonica (apud Il., XI, 160) era fatto di conchiglia e ottone, oppure di legno. Clemente Alessandrino attribuisce l'invenzione degli strumenti ai Siciliani e ne proibisce l'uso ai cristiani, per via delle movenze e dei gesti che accompagnavano l'esibizione.

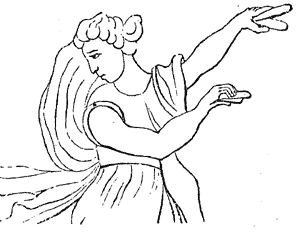
Illustrazione tratta dal disegno di un marmo antico nella Miscellanea di Jacob Spon (sez. I, art. VI, fig. 43) che rappresenta uno degli spettacoli delle crotalistriae.

Le donne che suonavano il crotalo erano chiamate crotalistriae. Un esempio ne era la Copa di Virgilio (v. 2):
Questo verso allude alla danza con il crotalo (simile alle nacchere), per il quale abbiamo l'ulteriore testimonianza di Macrobio (Saturnalia, III, 14, 4‑8).
Poiché lo strumento produceva un rumore in qualche modo simile a quello delle gru, l'uccello era chiamato crotalistria, "suonatore di crotali".
Pausania il Periegeta afferma, citando il poeta epico Pisandro di Camiro, che Eracle non uccise gli Uccelli del lago Stinfalo, ma li condusse via suonando il crotalo. A giudicare da ciò, lo strumento deve essere eccezionalmente antico.
La parola krotalon è spesso applicata, come semplice metafora, a una persona loquace (Aristofane, Nuvole, 448; Euripide, Ciclope, 104). Uno dei nomi spagnoli del "serpente a sonagli" è crótalo.